# Oliver’s Mount
Oliver’s Mount ist eine temporäre Rennstrecke in der Nähe der Stadt Scarborough in der Grafschaft North Yorkshire im Vereinigten Königreich. Die Strecke ist bekannt für die Austragung von Straßenrennen für Motorräder und ist der letzte reine Straßenkurs in England.

## Umgebung
Oliver’s Mount erhebt sich rund 180 m über NHN südlich der Stadt. Neben einem Panorama über den Ort bietet er einige Naherholungsmöglichkeiten. Rund um Oliver’s Mount finden sich zehn Fußballplätze und ein Rugbyfeld. Außerdem gibt es ausgewiesene Zelt- und Wohnmobilstellplätze. Am Gipfel befindet sich ein Denkmal für die Opfer der beiden Weltkriege. Die Natur bietet viele Möglichkeiten zum Wandern. Außerdem findet sich hier ein traditionsreiches Gasthaus.

## Namensherkunft
Die Bezeichnung der Erhebung geht auf Oliver Cromwell zurück und beruht auf der falschen Annahme, dieser habe im Englischen Bürgerkrieg 1644/45 hier eine Batterie stationiert. Allerdings war Cromwell vermutlich nie vor Ort.

## Geschichte
1946 wurde erstmals ein Motorradrennen auf der öffentlichen Straße am Oliver’s Mount ausgetragen. Seitdem hat sich der Kurs einen festen Platz im Rennsport gesichert. Bis heute sind es überwiegend Zweiradrennen. In den beiden Jahren 1955 und 1956 wurden hier auch die Läufe zur britischen Formel 3 ausgetragen. Ebenfalls zwei Jahre (1987 und 1988) gastierte die Britische Superbike Meisterschaft auf dem Kurs.

## Sonstige Veranstaltungen
2012 fand am Oliver’s Mount das zweitägige Open Air Musikfestival mit dem Namen Future Of Music statt. Diese Veranstaltung erfuhr jedoch keine Fortsetzung. Anders als einige kleinere Open Airs und Konzerte die immer wieder hier abgehalten werden. Ebenfalls seit 2012 findet jährlich die International Bike Week – ein großes Motorradtreffen – hier statt. Eine Etappe des Straßenradrennen Tour de Yorkshire 2016 gastierte am Oliver’s Mount.

## Motorradrennen
Neben Wettbewerben etwa in der Disziplin Bergrennen haben sich über das Jahr verteilt vier Läufe etabliert.
- Spring Road Races
- Barry Sheene Classic Road Races
- Cock o’ the North Road Races
- The Gold Cup

Diese sind fester Teil des Straßenrennkalenders, einer Form des Motorsports der sich besonders in Nordirland und auf der Isle of Man sehr großer Beliebtheit erfreut und auf Grund der besonderen Gesetzeslage dort auch praktiziert werden kann. Anders in Yorkshire: Der Straßenkurs ist eine gewisse Rarität, denn im Vereinigten Königreich wurden schon sehr früh durch den Red Flag Act alle Rennen auf öffentlichen Straßen verboten. Somit ist Oliver’s Mount der einzige reine Straßenkurs in England. Namhafte Vertreter der Sportart wie Ian Hutchinson, Guy Martin, Ryan Farquhar, Ian Lougher, John McGuinness, Chris Palmer, William Dunlop oder Nick Crowe treten und traten auf dem Kurs an und ziehen tausende Fans und Zuschauer an. Veranstalter der Rennen ist der örtlich ansässige Verein Auto 66. Außerhalb der Rennen herrscht ein striktes Tempolimit von 30 mph (rund 50 km/h) auf den Straßen.